# فيكرز ويليسلي
فيكرز ويليسلي (بالإنجليزية: Vickers Wellesley)‏ هي قاذفة قنابل أنتجت في 1936 ببريطانيا. من صناعة فيكرز أرمسترونغس. كانت تستخدم بشكل أساسي من قبل سلاح الجو الملكي. كان أول طيران لها في 19 يونيو 1935. انتهت خدمتها في 1944. صنع منها 177 طائرة.

## المستخدمون
- سلاح الجو الملكي
- القوات الجوية المصرية
- سلاح جو جنوب أفريقيا